# Bailiwick

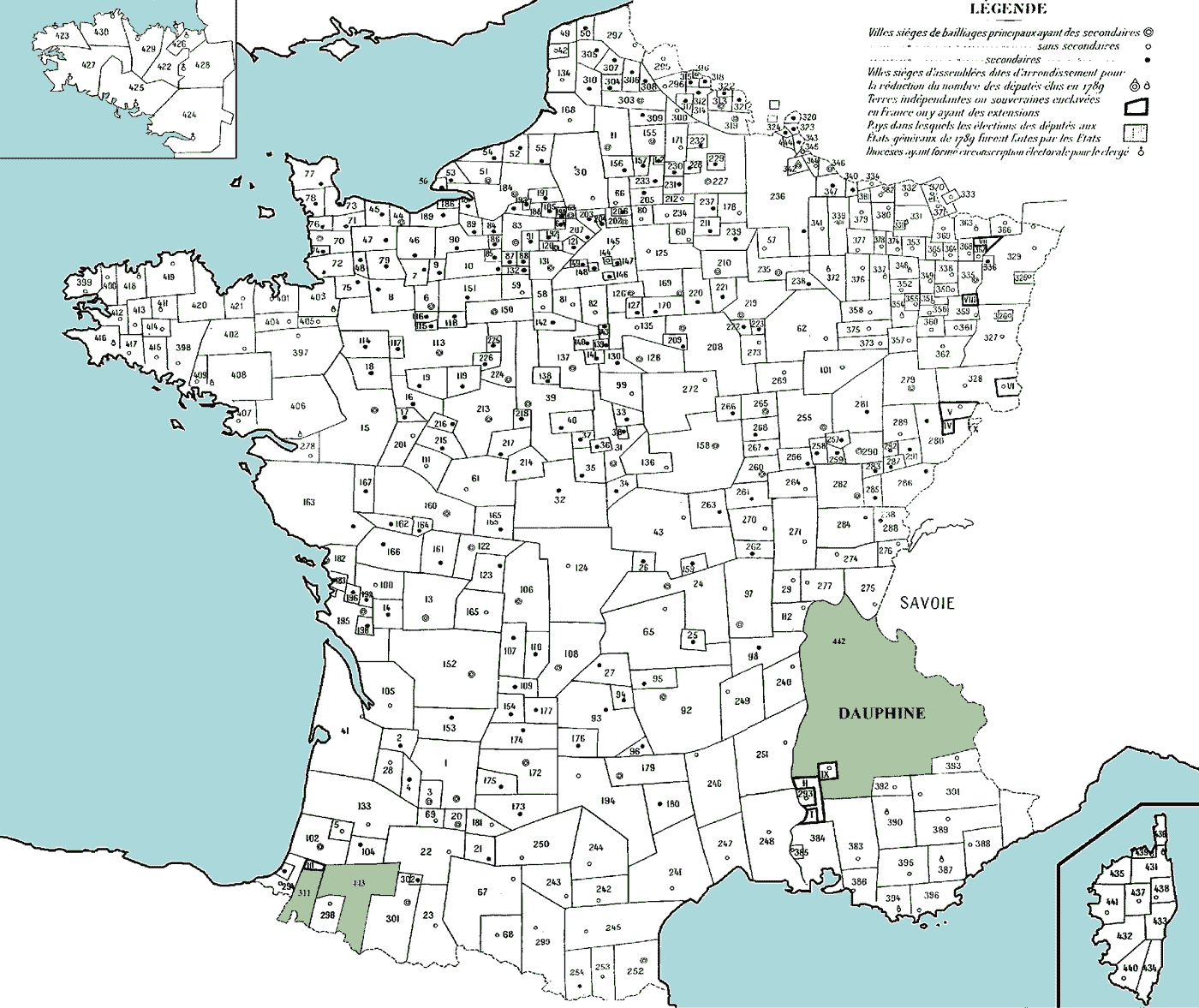
1789年法国的bailliage和sénéchaussée

Bailiwick（英語發音：/ˈbeɪlɪwɪk/ ⓘ）是bailiff（/ˈbeɪlɪf/）一职的管辖区域。该词的含义因地区及“bailiff”一职的含义而异，常译作“辖区”、“行政区”等。
今天，英国王室屬地海峡群岛出于行政目的划分为两个bailiwick——泽西行政区（Bailiwick of Jersey）和根西行政區（Bailiwick of Guernsey），由bailiff管辖。
旧制度下的法国划分为数百个bailliage（多见于法国北部）和sénéchaussée（多见于法国南部），分别由bailli和sénéchal管辖。bailli和sénéchal由国王任命、雇用或解雇，国王赋予他们行政、司法和财政权力。
条顿骑士团的领土划分为Ballei，由Landkomtur管辖。